# میان محله پاپکیاده
میان محله پاپکیاده، روستایی از توابع بخش مرکزی شهرستان لنگرود در استان گیلان ایران است.

## جمعیت
این روستا در دهستان چاف قرار دارد و براساس سرشماری مرکز آمار ایران در سال ۱۳۸۵، جمعیت آن ۵۶۱ نفر (۱۶۳خانوار) بوده‌است.